# تقویت سامانه ماهواره‌ای ناوبری جهانی
تقویت سامانه ماهواره‌ای ناوبری جهانی (انگلیسی: Augmentation of a global navigation satellite system)، روشی برای تقویت ویژگی‌های سامانهٔ ناوبری از جمله دقت، قابلیت اطمینان و در دسترس بودن است که از طریق ادغام اطلاعات خارجی به درون فرایند محاسبه به دست می‌آید. سامانه‌های اینچنینی زیادی وجود دارند که به‌طور کلی بر اساس شیوه ای که سامانه ماهواره‌ای ناوبری جهانی اطلاعات را دریافت می‌کنند، نامگذاری یا توصیف می‌شوند. بعضی از سامانه‌ها اطلاعات اضافی را دربارهٔ منبع خطا (از جمله خطای ساعت، جدول نجومی یا تأخیر یونوسفری) ارسال می‌کنند، برخی دیگر اندازه‌گیری‌هایی مستقیم از اینکه سیگنال در گذشته چقدر خاموش بوده را فراهم می‌آورند، در حالی که گروه سوم اطلاعات نقلیه ای اضافی را برای ادغام در فرایند محاسبه فراهم می‌آوردند.